# 花は花なり
宝塚ジャパネスク『花は花なり』（はな は はな なり）は宝塚歌劇団の舞台作品。16場。
花組公演。併演作品は『ハイペリオン』。

## 概要
日本物の舞踊ショーと芝居で構成された作品。
東京公演の配役は紫吹淳の組替え、葉山三千子の宝塚退団などに伴い、一部変更がある。

## 公演期間と公演場所
- 1996年1月1日 - 2月12日　宝塚大劇場[3]
- 1996年4月4日 - 4月30日　東京宝塚劇場[2]

## スタッフ
氏名の後ろに「宝塚」、「東京」の文字がなければ両公演共通。
- 作・演出：植田紳爾
- 作詞：公文健
- 作曲・編曲：寺田瀧雄、吉田優子
- 音楽指揮：佐々田愛一郎（宝塚）、伊沢一郎（東京・俳優でない）
- 振付：花柳寿楽、花柳芳次郎、西崎真由美
- 笛：藤舎名生
- 鼓：藤舎呂英
- 三味線：本條秀太郎
- フラメンコギター：染谷ひろし
- 装置：関谷敏昭
- 衣装：所治海、中川菊枝
- 照明：今井直次
- 音響：加門清邦
- 小道具：伊集院撤也
- 効果：扇野信夫
- 演技指導：美吉左久子
- 演出助手：中村一徳、植田景子
- 装置補：広森守
- 舞台進行：恵見和弘
- 舞台監督：佐田民夫（東京）、伏見悦男（東京）、砂川幸子（東京）、柴田尚（東京）、星恵（東京）
- 演奏：宝塚管弦楽団（宝塚）、東宝オーケストラ（東京）
- 製作担当：津村健二（東京）
- 制作：久保孝満

## 特別出演（宝塚公演）
専科所属
- 春日野八千代
- 松本悠里
- 葉山三千子
- 城火呂絵
- 舞千鶴
- 朝みち子
- 高ひづる

## 主な配役
宝塚公演
- 若衆S、子三郎、花若、桜の若衆S - 真矢みき
- 娘S、戌代、かすみ、桜の娘S - 純名里沙
- 王、子之介、桜の精 - 春日野八千代
- 鶴、二十日、桜の娘S - 松本悠里
- 若衆A、辰五郎、鼠の大将、花の精、桜の歌手、桜の若衆A - 愛華みれ
- 若衆A、年之介、鼠A、風丸、桜の若衆A - 紫吹淳
- 若衆A、未十郎、鼠A、雲丸、桜の若衆A - 匠ひびき
- 亥太郎、桜の若衆A - 夏城令

東京公演の変更点
- 若衆A、亥太郎、桜の若衆A - 初風緑
- 未十郎、鼠A - 夏城令
- 年之介 - 匠ひびき